# Corpo delle guardie di confine
Il Corpo delle guardie di confine (denominato in breve CGCF) (in tedesco  Grenzwachtkorps, in francese  Corps des gardes-frontière, in romancio Corp da guardgias da cunfin) era la parte armata e in uniforme dell'amministrazione federale delle dogane ed apparteva quindi al Dipartimento federale delle finanze (DFF).
Esso era attivo nei settori delle misure doganali, della polizia di sicurezza e della migrazione, ed espletava le proprie funzioni anche nel Liechtenstein.
Il 1 gennaio 2021, è stato integrato nell'ambito direzionale "Operazioni".

## Storia
Il Corpo delle guardie di confine è stato istituito nel 1894.

## Compiti
Il Corpo delle guardie di confine avvia tre settori di compiti strategici.
- Compiti doganali

Tra questi si annoveravano la riscossione dell'imposta sul valore aggiunto (IVA) e dei dazi doganali, la lotta al contrabbando e al commercio di sostanze stupefacenti, armi, materiale bellico, sostanze pericolose, specie animali protette, beni culturali e articoli di marca falsificati come pure altri compiti di polizia economica, commerciale e sanitaria.
- Compiti di polizia di sicurezza

In questo caso si trattava soprattutto di indagini e di ricerca di persone, oggetti e veicoli come pure l'individuazione di falsificazioni di documenti, per impedire od ostacolare tra l'altro la criminalità transfrontaliera.
- Compiti di polizia degli stranieri

Facevano parte di questo settore la lotta alle entrate e alle uscite illegali, al soggiorno illegale, al lavoro nero, al favoreggiamento dell'immigrazione clandestina e alla tratta di esseri umani.

## Comandi delle Guardia di confine

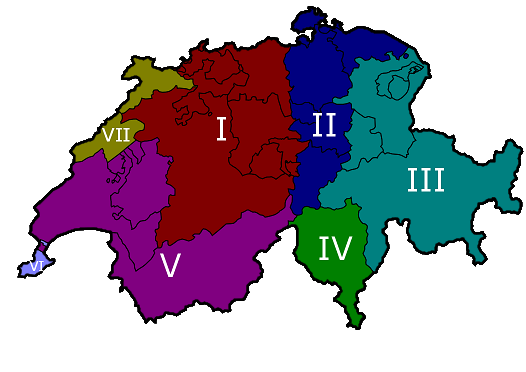

La Svizzera era divisa in 7 regioni con ognuno a capo un comando della Guardia di confine, i comandi erano:
I - Basilea (BS)
II - Sciaffusa (SH)
III - Coira (GR)
IV - Lugano (TI)
V - Losanna (VD)
VI - Ginevra (GE)
VII - Porrentruy (JU)
Oltre al comando di Berna, la Guardia di confine era presente in Italia a Beura-Cardezza e Luino, in Francia all'Aeroporto di Basilea-Mulhouse-Friburgo e in Liechtenstein a Ruggell, Mauren, Schellenberg e Schaanwald.
Le quattro centrali d'intervento erano a Basilea (CIN Cgcf nord), Coira (CIN Cgcf est), Chiasso (CIN Cgcf sud) e Ginevra (CIN Cgcf ovest).
La Guardia di confine era presente in 44 posti di dogana al confine con Italia, Francia, Germania e Austria.

## Equipaggiamento
La pistola utilizzata dalle guardie di confine era una H&K P30 che utilizza 9 mm Parabellum, inoltre potevano essere dotate di pistola mitragliatrice H&K MP5 (9 mm Parabellum), spray irritante, giubbotto antiproiettile e bastone di difesa. Materiale ed armi per il servizio di mantenimento dell'ordine pubblico (manifestazioni etc).